# Црвена потерница (филм)
Црвена потерница (енгл. Red Notice) амерички је акциони и хумористички филм из 2021. године, у режији и по сценарију Росона Маршала Тербера. Главне улоге глуме: Двејн Џонсон, Рајан Ренолдс, Гал Гадот, Риту Арја и Крис Дијамантопулос. Трећа је сарадња између Џонсона и Тербера, након филмова Обавештајци (2016) и Небодер (2018). Прати агента ФИБ-а који се удружује са познатим крадљивцем уметнина како би ухватио још озлоглашенију злочинку.
Првобитно је требало да га прикаже Universal Pictures, али је Netflix касније преузео права на дистрибуцију. Од 5. новембра 2021. године је приказиван у одабраним биоскопима, док га је Netflix приказао 12. новембра. Иако је добио углавном негативне рецензије критичара, постао је најгледанији филм за време првог викенда по приказивању. Тренутно су у изради два наставка, који ће се снимати паралелно.

## Радња
Пре две хиљаде година, Марко Антоније поклонио је Клеопатри VII три јаја украшена драгуљима као свадбени поклон који симболизује његову оданост. Временом су се јаја изгубила, све док их фармер није поново открио 1907. Док су два јаја пронађена, треће је остало изгубљено. Године 2021, специјални агент Џон Хартли, криминалистички профилер за ФИБ, добија задатак да помогне агенткињи Интерпола, Урваши Дас, у истрази крађе једног од јаја које је изложено у музеју Анђеоске тврђаве у Риму. Када утврди да је изложено јаје фалсификат и да је право јаје украдено, Дас закључава собу. Међутим, пре него што је соба затворена, међународни крадљивац уметнина, Нолан Бут, успева да побегне, а прогони га Хартли, иако Бут на крају побегне.
Два дана касније Бут се враћа у своју кућу на Балију са јајетом у свом поседу, међутим Хартли га чека заједно са Дасовом и тимом Интерпола. Они хапсе Бута и односе јаје. Нико други не зна да је главна Бутова конкуренција, Сара Блек звана „Бишоп”, прерушена је у једног од чланова тима и замењује право јаје са другим фалсификатом у задњем делу возила. Следећег дана, Дас се суочава са Хартлијем верујући да је он одговоран за крађу јајета. Она га је затворила у удаљени руски затвор у истој ћелији као и Бут.
Убрзо по њиховом доласку, доведени су Блековој, а она предлаже Буту да заједно раде на проналажењу трећег јајета, откривајући Хартлију да је Бут лагао и да заправо зна где се оно налази. Бут одбија њену скромну понуду, а она одлази рекавши да ће пронаћи друго јаје, а затим ће се вратити и његов удео ће бити мањи. Хартли тада предлаже Буту да раде заједно како би победили Блекову, напомињући да ако му Бут помогне да затвори Блекову, онда ће Бут заузети њено место као лопов уметнина број један на свету.
Пар бежи из затвора и креће у Валенсију где планирају да украду друго јаје, које је у поседу озлоглашеног трговца оружјем, Сотоа Вочеа, који одржава маскенбал. Тамо наилазе на Блекову која такође намерава да украде друго јаје. Њих троје стижу у Вочеов трезор где се Хартли и Бут боре против Блекове користећи разнолико оружје  које Воче држи изложеним у трезору, пре него што она добије предност и веже их лисицама. Воче стиже са својим безбедносним тимом и хвата мушкарце, док открива да Блекова и он раде заједно. Они муче Хартлија и, верујући да је Бут открио где се налази треће јаје, Блекова превари Вочеа и одлази у Египат где Бут тврди да је јаје. Након што је напустио Валенсију, Бут открива Хартлију да је јаје у ствари у Аргентини, локацији коју само он зна јер је била уписана на вољеном сату његовог покојног оца који је некада припадао личном кустосу уметнина Адолфа Хитлера, Рудолфу Зајху. Након што је Нацистичка Немачка пала 1945. године, Зајх је побегао из Европе у Аргентину са јајетом.
Дуо се пробија у џунгле Аргентине где откривају тајни бункер. Унутра су безбројни артефакти које су нацисти гомилали, а међу њима и треће јаје. Блекова стиже да украде јаје од двојце које држи на нишану, али је прекида долазак Дасове и тима аргентинске полиције. Хартли, Бут и Блекова беже Mercedes-ом и возе га кроз напуштени рудник бакра поред бункера, док Дасова јури у оклопном возилу. На крају излазе близу врха водопада где трио слеће у језеро на дну. Бут плива до обале са јајетом, али открива да су Хартли и Блекова заправо љубавни и професионални партнери, обоје се зову „Бишоп”. Бут предаје јаје и остављају га везаног лисицама за дрво у прашуми.
У Каиру, Хартли и Блекова испоручују три јајета египатском милијардеру, који их поклања својој ћерки за њено венчање (пресликавајући оригинални поклон Марка Антонија Клеопатри). Тај гест је засењен када младу више узбуђује венчани певач, Ед Ширан. Венчање је накнадно прекинуто Интерполовом рацијом коју води Дасова.
Саме на својој јахти, Хартлија и Блекову поново сусреће Бут који их обавештава да је рекао Дасовој за њихов рачун на Кајманским Острвима који садржи исплату од 300 милиона долара од египатског милијардера, који Дасова замрзава. Бут користи њихову беспарицу да предложи нову пљачку, овог пута у Лувру у Паризу.

## Улоге
- Двејн Џонсон као Џон Хартли
- Рајан Ренолдс као Нолан Бут
- Гал Гадот као Сара Блек / Бишоп
- Крис Дијамантопулос као Сото Воче
- Риту Арја као инспекторка Урваши Дас
- Иван Мбакоп као Тамбве
- Винченцо Амато као директор Гало
- Рафаел Петарди као шеф обезбеђења Ричи
- Брена Мари Нарајан као Клеопатра

Поред њих, Данијел Бернхард глуми у камео улози као Драго Гранде, Хју Ентрекин глуми у непотписаној улози као добављач, а британски кантаутор Ед Ширам глуми у непотписаној камео улози као он.

## Продукција

### Развој
Дана 8. фебруара 2018, објављено је да је акциона комедија Двејна Џонсона и сценаристе/редитеља Росона Маршала Тербера развијена као део надметања који се састоји од великих студија који се боре за права. Universal Pictures, Warner Bros. Pictures, Sony Pictures и Paramount Pictures су сви узети у обзир. Филм би продуцирао Бо Флин преко своје куће Flynn Picture Company, са Џонсоном, Дени Гарсијом и Хајрамом Гарсијом преко њиховог банера, Seven Bucks Productions, заједно са Thurber's Bad Version Inc., са извршном продуценткињом, Венди Џејкобсон. Дана 9. фебруара 2018, објављено је да су Universal и Legendary победили у надметању како би добили права.
Џонсон је потврдио да је плаћен најмање 20 милиона долара за овај филм. Касније је откривено да је Гал Гадот такође зарадила 20 милиона долара за своју улогу у филму, чиме је постала трећа најплаћенија глумица на свету у 2020. години.
Дана 11. јуна 2018, потврђено је да се Гал Гадот придружила Џонсону. Дана 8. јула 2019, додат је Рајан Ренолдс. Дана 10. фебруара 2020, Риту Арја и Крис Дијамантопулос су додати.

### Снимање
Снимање је почело 3. јануара 2020. у Атланти. Претходно се очекивало да продукција филма почне у априлу 2019, након што је Џонсон завршио продукцију филма Џуманџи: Следећи ниво. Дана 8. јула 2019, снимање је одложено да почне почетком 2020. Планирано снимање у Италији је отказано због пандемије ковида 19 у земљи. Дана 14. марта, објављено је да је продукција обустављена на неодређено време због пандемије.
Снимање је настављено 14. септембра 2020. године. Гадот и Ренолдс су завршили снимање својих делова до краја октобра. Продукција у Атланти је завршена 14. новембра, пре него што су се преселили у Рим и Сардинију на недељу дана снимања. Снимање у Италији је завршено 18. новембра. Филм је добио зелено светло са процењеним буџетом за продукцију од 160 милиона долара, а до тренутка када је објављен, пријављени трошкови су достигли 200 милиона долара, што га чини најскупљим у историји Netflix-а.
Уметник визуелних ефеката Ричард Р. Хувер служио је као свеукупни супервизор визуелних ефеката за филм.
Црвена потерница је један од првих дугометражних филмова који је у великој мери користио дрон first-person view-а (FPV) за кинематографију. Пилот FPV дрона, Џони Шаер, учествовао је у снимању.

## Музика
Дана 26. фебруара 2020, Стив Јаблонски је најављен као композитор филма. Јаблонски је раније сарађивао са редитељем, Росоном Маршалом Тербером, на снимању филма Небодер из 2018. године.

## Приказивање
је првобитно заказао филм за 12. јун 2020. Датум је одложен за пет месеци, за 13. новембар 2020. Netflix је затим преузео 8. јула 2019, са неодлучним датумом објављивања 2021. Као део видеа и писма својим акционарима у априлу 2021, ко-извршни директор и главни директор за садржај Netflix-а, Тед Сарандос, потврдио је да се очекује да ће филм бити премијерно приказан негде у четвртом кварталу 2021. Филм је добио ограничено објављивање у биоскопима 5. новембра 2021, пре 12. новембра 2021. када је објављен на Netflix-у. Ренолдс је затражио да се обезбеде титлови на велшком језику за објављивање филма на Netflix-у.

## Маркетинг
На Филипинима је 13. новембра 2021. глобус тржног центра SM Mall of Asia наводно украден хеликоптером. Полиција града Пасаја издала је саопштење да глобус није украден и да је „само на одржавању због маркетиншке стратегије”. Глобус је био прекривен скелама. Менаџмент тржног центра је дан касније објавио изјаву да се глобус „вратио” и открио да је наводна крађа инсценирана као део рекламног трика за промоцију филма. Маркетиншка промоција довела је до тога да глобус буде тема у тренду на Twitter-у.

## Пријем

### Гледаност
Због буџета за продукцију филма од 200 милиона долара и глобалног филмског шефа Netflix-а, Скота Стубера, који каже да „великобуџетни филмови [треба] да привуку публику од више од 70 милиона гледалаца у првих 28 дана од објављивања”, The New York Observer је проценио да би филму Црвена потерница требало укупно око 200 милиона сати (око 83 милиона гледалаца у домаћинству) да би се сматрао успешним. Након првог дана дигиталног објављивања, Ренолдс је објавио да је филм имао најбољи деби од свих оригиналних филмова Netflix-а у историји компаније.
Према Samba TV-у, филм је гледало 4,2 милиона домаћинстава у Сједињеним Државама, 721.000 у Уједињеном Краљевству, 332.000 у Немачкој и 42.000 у Аустралији током прва три дана након објављивања. TV Time је известио да је био други филм по броју гледаности у Сједињеним Државама током дебитантског викенда. Топ 10 седмичних рангирања за филмове Netflix-а на енглеском језику, која се ослања на недавно покренуту методологију мерења гледаности филмова или ТВ серија по броју сати гледања, показала је да је филм са највише стримовања са 148,72 милиона сати гледања. Ово је била највећа гледаност за било који филм на Netflix-у током његовог дебитантског викенда.

### Зарада
Иако Netflix не пријављује зараде својих филмова у биоскопима, инсајдери из индустрије процењују да је Црвена потерница зарадила 1,25 милиона долара у 750 биоскопа током првог викенда. До 15. новембра, зарада у биоскопима износила је 2 милиона долара.

### Критике
На агрегатору рецензија Rotten Tomatoes, 39% од 114 критичара дало је позитивну рецензију филму, са просечном оценом 6,8/10. Консензус критичара сајта гласи: „Велики буџет филма Црвена потерница и глумачка постава А-листе чине углађено компетентну акциону комедију чији сјајни састојци само чине средње резултате разочаравајућима.” На Metacritic-у, филм има просечну пондерисану оцену од 36 од 100, на основу 34 критичара, што указује на „генерално неповољне критике”.
Петер Дебраџ из Variety-ја је назвао филм „забавним, брзим и често занимљивим диверзитетом” и написао: „Све је прилично паметно, све док га не погледате превише пажљиво. Црвена потерница би могао бити Терберова поглед на филм Национално благо са исто толико ДНК из класика RKO-а, Ганга Дин” Дејвид Руни из The Hollywood Reporter-а је изјавио: „Не можете да се расправљате са мишићном вредношћу глуме Двејна Џонсона, Рајана Ренолдса и Гал Гадот у углађеном, брзом акционом трилеру протканом разиграном комедијом, чак и ако је реч о празним калоријама.”
Рецензирајући филм за Los Angeles Times, Џастин Ченг је написао: „Депресиван подсетник на оно што Холивуд ових дана сматра 'оригиналним' материјалом, Црвена потерница игра једну од оних самосвесно замршених, на крају изведених дугих недостатака који се толико напрежу да изгледају као да су прозрачни и безбрижни, те на крају исцрпе. На крају, клишеи су ти који гарантују одмор.”

## Будућност
Почевши од августа 2020. године, у извештајима се наводи да Netflix жели да развије наставак филма. У новембру 2021, Хајрам Гарсија је објавио да постоје планови за пробни наставак, наводећи да је сценариста/редитељ, Росон Маршал Тербер званично представио наставак и да су сви укључени креативци оптимистични у погледу његовог развоја; док су објавили да им је Netflix званично рекао да су заинтересовани за наставак филмске серије. Продуцент је касније изјавио да би потенцијални наставак садржао три главне улоге укључених у додатне пљачке широм света, док је поново потврдио да његов развој зависи од пријема првог филма.
Двејн Џонсон је на својој страници на друштвеним медијима прославио позитиван пријем публике на филм, наводећи да „још тога долази”. Након најава да је објављивање поставило рекорд свих времена на Netflix-у, Џонсон је додатно објавио најаву будућег филма. Тербер је касније изјавио да ако наставак добије зелено светло, он намерава да сними два наставка паралелно.